# Detective Chimp
El Detective Chimp (apodado originalmente como Bobo T. Chimp) es un chimpancé parlante ficticio creado por la editorial DC Comics. Ha sido ilustrado como un chimpancé común que lleva una gorra de cazador (muy similar a la que caracterizaba al personaje de Sherlock Holmes), el detective Chimp tiene un nivel de inteligencia al mismo nivel de los seres humanos, en sus aventuras, se dedica a resolver crímenes, a menudo con ayuda de la Oficina Ampliada de Animales, una organización creada por otros animales inteligentes, y que incluye a otro personaje de la editorial, Rex, el perro maravilla. Fue creado originalmente a finales de la Edad de Oro de los cómics, y principios de la Edad de Plata.
Tras su aparición inicial en la historieta "Las aventuras de Rex, el perro maravilla", continuó apareciendo en ese título hasta 1959, momento en el que se desapareció en la oscuridad. Varias décadas después de su última aparición, el Detective Chimpancé apareció volvería y haría unos nuevos cameos, hasta una historia de 1981 relacionada al protagonista de la historieta de Rex, titulada, "¿Qué pasó con Rex, el perro maravilla?" (Publicado en la revista DC Comics Presents #35) y más tarde haría un breve cameo con Sam Simeon el gorila de ciudad para la maxiserie de 1985-86, la Crisis en las Tierras Infinitas. A raíz de estas apariciones, Bobo comenzaría a aparecer de nuevo en nuevos títulos de DC, con cierta regularidad, apareciendo historias de los cómics de Linterna Verde, Flash, y otros títulos. Esto llevarle a papeles prominentes en 2005, como aquel que tuvo en la miniserie Tie-In Pre-Crisis Infinita titulada Día de la venganza, y posteriormente como personaje regular en su spin-off Shadowpact. El personaje pasó a convertirse en estrella invitada en otros títulos de DC Comics.

## Biografía ficticia del personaje
Cuando se introdujo por primera vez, el detective chimpancé era un simple, aunque inteligente, chimpancé entrenado, que actuaba como "ayudante mascota" para un sheriff local, después de eso, lo ayuda a resolver el asesinato de su anterior entrenador de chimpancés, Fred Thorpe. Aunque al principio no podía hablar, pero podía entender a los humanos y hacerse entender. Bobo, como fumador, fue miembro de Mensa, tenía una asociación de larga data con otros cuatro detectives así como con la Sociedad Croatoan. Uno de los otros exmiembros de la Sociedad fue el detective y superhéroe Ralph Dibny, más conocido como el Elongated Man.
El origen Chimp ha sido renovado y elaborado en varias ocasiones desde sus apariciones iniciales durante la Edad de Plata. En los cómics de 1989, Orígenes Secretos (Vol. 2) #40, se atribuye a la experimentación de una raza alienígena microscópica la inteligencia que adquiere Bobo. Este origen retocado, especialmente durante los eventos contados en la miniserie Día de la Venganza fue el más reciente. En este última versión, se demostraba que Bobo fue capturado en África Ecuatorial en 1953 por Fred Thorpe, que trató de entrenarlo para su acto de carnaval conocido como "Bobo, el detective chimpancé". Para el acto, Detective Chimp fue entrenado para responder a algunas preguntas relacionadas con la labor detectivesca, utilizando una combinación de señales específicas y donde se le daba unas ciertas recompensas, dando la ilusión de que podía "descubrir los secretos más profundos de la opinión pública". Bobo, formó un vínculo especial con Thorpe, gracias a sus cuidados, y le dio una vida más sencilla que la que tenía en la selva. El éxito del acto duró hasta un viaje a Florida, momento en el cual Rex, el perro maravilla, lo llevó a la fuente de la juventud, allí, ganó la capacidad de hablar con todos los seres vivos, incluso con los seres humanos, en sus diferentes idiomas, así como juventud eterna e inmortalidad. Esto conllevó a que dicha historia en la que Bobo y Rex iban a la fuente de la juventud, fuese representada originalmente en el cómic DC Comics Presents #35, del mes de julio de 1981. La inteligencia Bobo ganó poner un amortiguador en el éxito del acto del acto secundario, y en al menos un caso, se decidido que una mujer tenía, de hecho, asesinó a su hermana, y compartió sus conocimientos con la policía.
En algún momento después de esto, Bobo fue empleado por la Oficina Ampliada de Animales. No se sabe cómo si renunció, o si todavía existe la Oficina. Después de la muerte de Fred Thorpe, comenzó a trabajar por sí mismo. Inicialmente lo hizo bastante bien, como Detective Chimpancé fue visto de hecho como algo muy novedoso. Durante ese exitoso periodo, fue visitado por otro detective, John Jones (que en realidad era el mismísimo Detective Marciano, durante la crisis JLApe), en el que se pensaba que la agencia de Bobo parecía estar haciendo mejor trabajo que el propio.
Sin embargo, como simio, al no tener una representación sobre la igualdad de derechos civiles como los humanos, y no poder presentarse como una persona jurídica natural, no podía cumplir el pago de facturas por sus servicios. Cuando el público empezó a olvidarse de él, se convirtió en alcohólico, llevándole a la dimensión donde se encuentra el Bar Olivion, un bar del que ni siquiera quiso separarse (incluso cuando había cambiado de administración dos veces su estancia) hasta que el establecimiento fue adquirido por Jim Rook.
"Bobo" nunca ha sido su verdadero nombre, ya que siempre niega compartirlo. Se puso de manifiesto por parte del Phantom Stranger que es un nombre que pronuncia "un chirrido impronunciable y unos gruñidos", pero que se traduce como "El Buscador magnífico de gusanos sabrosos."

### Post-Crisis Infinita:Shadowpact
Cuando un encolerizado Espectro intenta destruir a toda la magia y empezó a matar a todos los hechiceros, el Detective Chimp, mientras que todavía se encontraba alcoholizado, coacciona a crear un grupo con personajes místicos que se encontraban reunidos en el Bar Olivion para luchar contra Espectro. Eso por lo tanto condujo a la creación de Shadowpact.
Aunque carece de poderes sobrehumanos, el Detective Chimp no sólo muestra una fina habilidad como detective, sino también que su genio lo convierte también en un íntegro y gran estratega, casi al nivel del mismísimo Batman. Beneficiándose del consejo del Phantom Stranger (cuando este apareció transformado como ratón), diseñó un plan para utilizar los poderes de Black Alice y Nocturna para hacer frente a la amenaza combinada de Eclipso y Espectro.
Bobo también ayuda a limpiar los daños ocasionados por las fuerzas demoníacas que invadieron y destruyeron la Roca de la Eternidad, que cayeron sobre Ciudad Gótica. Captura junto con su nuevo equipo al pecado de la "pereza", que había poseído a su viejo amigo, Rex el perro maravilla . Después de que se reformó la Roca de la Eternidad, y los pecados volvieran a su prisión, y toda influencia mágica fuera limpiada de ciudad Gótica, el moribundo Doctor Fate le da al Detective Chimp el casco de Nabu del Destino. Después de encontrar que no le queda, el Detective Chimp convence al nuevo Capitán Marvel para que lo lance fuera de la tierra, alejándolo del lugar, para dejar que el mismo destino elija a su próximo portador.
Cuando el casco de Doctor Fate regresa a la Tierra, el Detective Chimp por un breve tiempo logra tener un lazo con el casco, y le otorga nuevos poderes adicionales que utiliza para ayudar a la policía de Ciudad Gótica en la detención del villano Trickster. Después de luchar contra la tentación del casco, Bobo lo envía a otro viaje. Recientemente, se ha demostrado que de vez en cuando Bobo ha ayudado a Batman, en alguno de sus casos, a través de una sala virtual de chat donde cada uno intercambian teorías. El Acertijo también se conectó para chatear con ambos, pero él no es consciente siquiera de las respectivas identidades.

### Los Nuevos 52/DC: Rebirth
Tras el reinicio de continuidad con Los Nuevos 52, Detective Chimp ha sido mencionado numerosas veces por Ambush Bug en la sección de noticias denominado Canal 52. Más tarde aparecería ayudando a la Liga de la Justicia Unida rescatando a Ádam Strange del Rayo Zeta. Recientemente protagonizó la historia del DC Rebirth, "The Night We Saved Christmas".

#### Dark Nights: Metal
En Dark Nights: Metal se convirtió en pieza clave para salvar a Batman, a Superman, y al Universo DC descifrando la clave para detener el avance del ejército de seres provenientes del Multiverso Oscuro desatado por Barbatos y el Batman que Ríe, en las últimas páginas se le ve como decodificaba la nota musical que permitió abrir una brecha espacio-tiempo para traer aliados del recién nacido mundo conocido como Tierra-53.

#### Liga de la Justicia OscuraVol.2 (2018-presente)
Actualmente, forma parte del equipo reunido por la Mujer Maravilla y otros metahumanos con habilidades mágicas como Zatanna, Swamp Thing, el profesor Kïrk Lärngström alias Man-Bat, John Constantine en la segunda versión del equipo de la Liga de la Justicia Oscura, con sede en el salón subterráneo del Salón de la Justicia.

## Poderes y habilidades
El Detective Chimp no posee capacidades físicas inusuales, guarda el mismo nivel de agilidad y fuerza física de los demás chimpancés, como el conocimiento humano de movimiento y herramientas. Gracias a la habilidad de habla obtenida en la fuente de la juventud, es capaz de conversar con todos los animales, independientemente de su especie, y en su propio idioma, incluyendo todas las lenguas humanas habladas y escritas. También es uno de los investigadores más cualificados del mundo, con habilidades detectivescas que rivalizan incluso con los de Ralph Dibny o el mismo Batman. Bobo tiene un cociente de inteligencia estimada al 98% superior al de la población adulta (humana), como lo demuestra su membresía de Mensa. Por un breve tiempo, el Detective Chimp también tenía poderes adicionales, como el sentido de expansión, otorgados por NABU, la entidad del casco del Doctor Fate. Debido a que los músculos de un chimpancé son mucho más densos que el de un humano, el Detective Chimp es incapaz de nadar.

## Otras versiones

### Tangente: Reinado de Superman
El Detective Chimp de Tierra-9 se revela como el nombre de un hacker humano llamado Guy Gardner.

### DC One Million
En la serie limitada DC Un Millón , la versión del futuro lejano del Detective Chimp es uno de los héroes de la Galaxia Gorila, y lleva un traje similar a Batman.

### Injustice: Gods Among Us(Historieta del videojuego)
El Detective Chimp juega un papel clave en las historias de apertura del tercer año del cómic basado en el videojuego.

## Apariciones en otros medios

### Televisión
- Detective Chimp aparece en Batman: The Brave and the Bold, episodio "La edad de oro de la Justicia", con la voz de Kevin Michael Richardson. A diferencia de la versión de cómic que habla con acento de Boston, esta versión de Detective Chimp habla en un dialecto inglés pronunciado. En el teaser, Batman y el chimpancé aparentemente animal tratan de averiguar quién robó la Calavera Dorada. Se revela que el ladrón es Falso-Cara. Después de que False-Face es derrotado, el detective Chimp sorprende a la gente que mira al revelar que puede hablar diciéndole a Batman "No me trates con condescendencia, 'viejo amigo'". Aparece de nuevo en "Gorillas in Our Midst", ayudando a Batman a detener a Gorilla Grodd cuando reemplaza la población humana de Gotham City con gorilas. Durante la aventura, expresa un interés romántico en la superheroína Vixen a pesar de sus diferentes especies. En este episodio, la palabra "simio" se usa para indicar algo además de los gorilas que no incluye a los chimpancés ni a los humanos a pesar de que ambos son una especie de simio.
- Detective Chimp hace un cameo en la serie Teen Titans Go!, episodio "¡Estás despedido!", con la voz de Scott Menville. Es el tercer personaje que hace una audición como reemplazo de Chico Bestia, pero es rechazado en el momento en que se presenta.

### Películas
- El Detective Chimp aparece junto con Batman, Black Canary, Question, Aquaman, Martian Manhunter y Plastic Man para ayudar a Scooby-Doo y a la pandilla a resolver uno de sus pocos casos sin resolver en Scooby-Doo! & Batman: The Brave and the Bold, con Kevin Michael Richardson retomando su papel.
- Un breve vistazo de un póster de la película Detective Chimp aparece en Teen Titans Go! to the Movies. También aparece en los estrenos de películas de Batman Again y Robin: The Movie.

### Videojuegos
- Detective Chimp aparece como personaje jugable en Lego Batman 3: Beyond Gotham, con la voz de Dee Bradley Baker.
- El Detective Chimp estaba originalmente configurado para aparecer como un personaje jugable en Injustice 2, pero fue eliminado del juego por razones desconocidas.[16]
- El Detective Chimp aparece como un personaje jugable en Lego DC Super-Villains.

### Juguetería
- Detective Chimp es una figura de la colección DC Comics Collection.

### Varios
- Detective Chimp aparece en el cómic de la serie animada de la Liga de la Justicia Ilimitada # 39, trabajando junto a compañeros detectives como Batman y el Hombre Elástico. En la continuidad del Universo animado de DC, el Detective Chimp es retratado como un ciudadano de Gorilla City, pero en realidad no aparece hasta el final de la historia, ya que Gorilla Grodd lo había personificado durante gran parte del problema.